# Synanthedon hongye
Synanthedon hongye is een vlinder uit de familie wespvlinders (Sesiidae), onderfamilie Sesiinae.
Synanthedon hongye is voor het eerst wetenschappelijk beschreven door Yang in 1977. De soort komt voor in het Palearctisch gebied.